# L'Angoisse au foyer
L'Angoisse au foyer est un film muet français réalisé par Louis Feuillade et sorti en 1915.

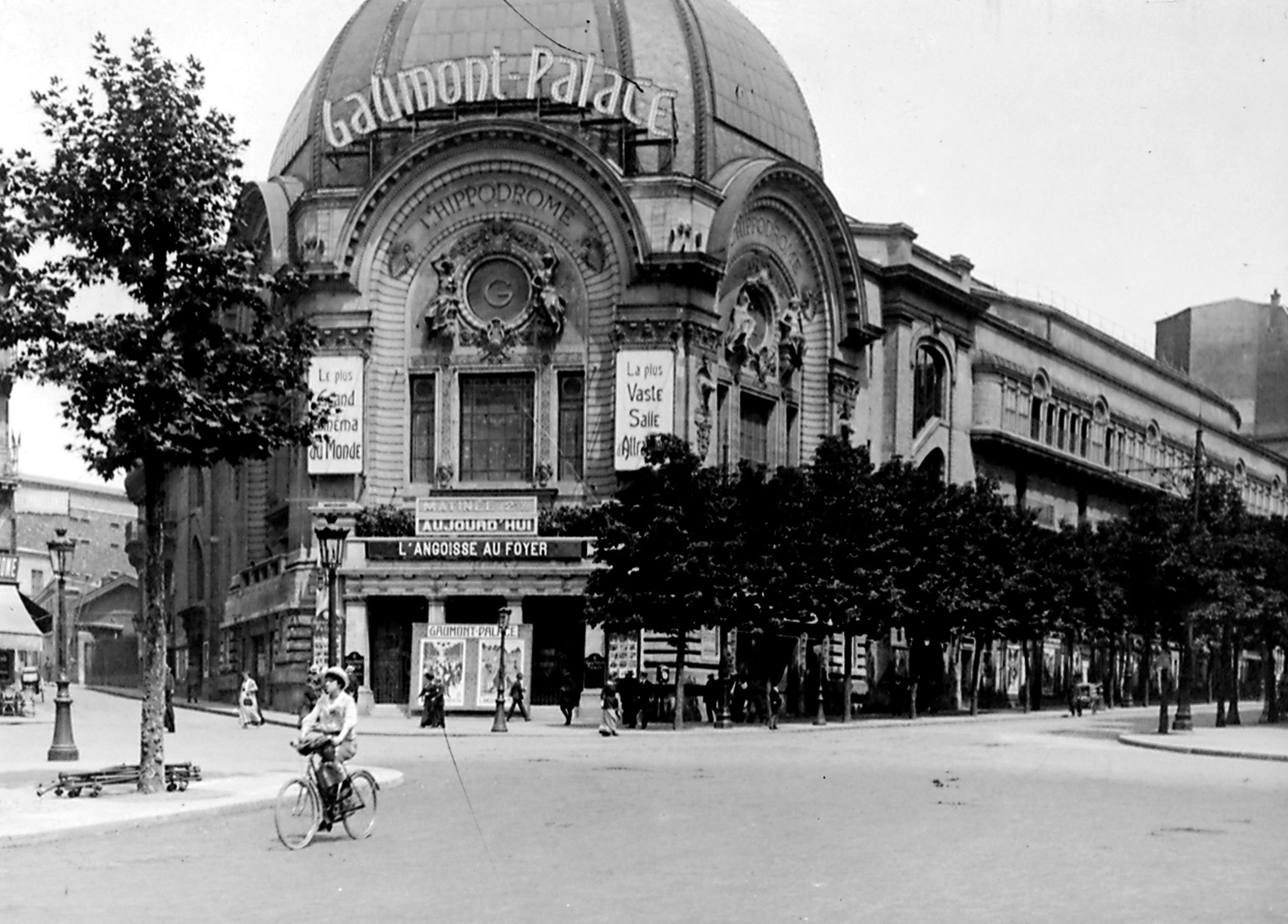
L'Angoisse au foyer à l'affiche du Gaumont-Palace.

## Fiche technique
- Réalisation : Louis Feuillade
- Société de production : Société des Établissements L. Gaumont
- Format :  Muet  - Noir et blanc
- Genre : Court métrage
- Année de sortie : 
  -  France - 1915

## Distribution
- Marcel Lévesque
- Claude Mérelle
- Yvette Andréyor
- Renée Carl
- Luitz-Morat
- Paul Manson
- Édouard Mathé